# Lac Escondido (sud Neuquén)
Pour les articles homonymes, voir Lac Escondido.
Le lac Escondido (sud Neuquén), est un petit lac andin d'Argentine d'origine glaciaire, situé au sud-ouest de la province de Neuquén, en Patagonie, dans le département de Los Lagos. 
C'est le plus petit du groupe des sept lacs qui s'égrènent le long de la légendaire route des Sept Lacs.

## Description
Situé au sein des montagnes de la cordillère des Andes, il s'allonge du nord vers le sud dans une petite cuvette située à moins de 500 mètres au sud du lac Villarino. 
La zone située tout autour est en grande partie inhabitée. Protégé par sa présence au sein du parc national Nahuel Huapi, il est totalement entouré d'une superbe forêt de type andino-patagonique, en fort bon état de conservation.
Il est renommé pour la belle couleur vert-émeraude de ses eaux.
Sa surface se trouve à 960 mètres d'altitude. Il est dominé au sud par les cimes du Cerro Falkner qui culmine à 2 350 mètres.

## Accès
On y accède par la route des Sept Lacs, qui relie les villes de San Martín de los Andes et de Villa La Angostura et qui le longe du nord au sud du côté est. Cette route est asphaltée depuis San Martín de los Andes jusqu'aux rives du lac Villarino. 
Comme presque tous les lacs de Patagonie andine, il est d'origine glaciaire. Il fait partie du bassin hydrographique du río Negro.
Son émissaire naît au niveau de sa rive méridionale et est tributaire du lac Traful, dans lequel il se jette au niveau de l'extrémité du bras nord appelé Pichi Traful.